# Nepalbhasha
Ne doit pas être confondu avec le népalais, autre langue aussi appelée népali.

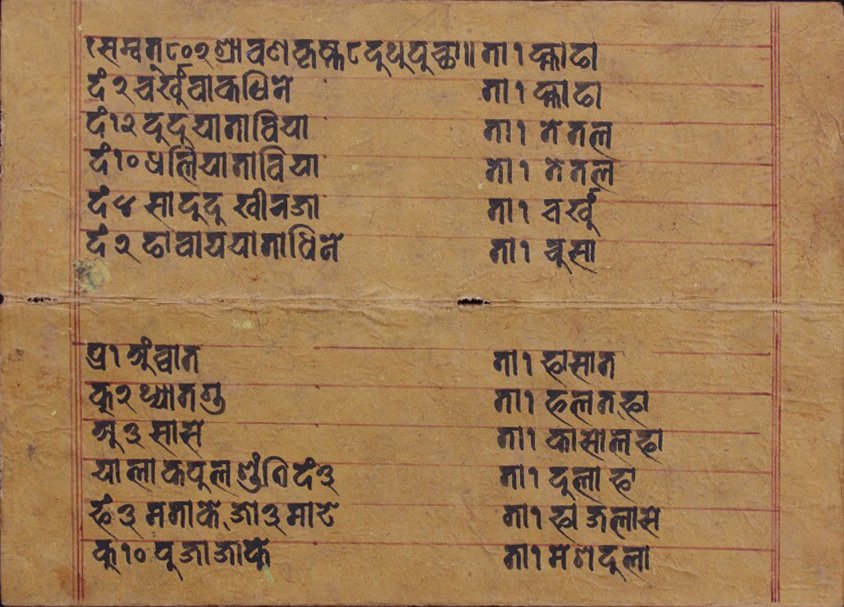
Un exemple de texte écrit en néwari : relevé de dépenses pour la fête de Biska à Bhaktapur (1687).

Le nepalbhasha (नेपाल भाषा), également appelé newari ou néwar, était la langue officielle du Népal sous la dynastie des Malla jusqu'au XVIIIe siècle, lorsque les Gurkhas dirigés par Prithivi Narayan Shah ont conquis la vallée de Katmandou.

## Présentation
C'est une langue tibéto-birmane, dont la parenté avec les autres langues de la famille est controversée. Elle est écrite depuis le XIIe siècle. L'alphabet le plus communément utilisé actuellement pour cette langue est le devanagari.
Les Néwars sont originaires de la vallée de Katmandou (en népalais Kathmandu, en néwar Yem). Sous la régence des Rânâ jusqu'en 1950, le néwar était interdit et même actuellement il est en déclin constant. Néanmoins, cette langue est toujours parlée en Inde dans le Sikkim et le nord du Bengale-Occidental, ainsi qu'en Chine dans le xian de Nyalam.